# 時に愛は (松本伊代の曲)
「時に愛は」（ときにあいは）は、1983年11月23日に発売された松本伊代の9枚目のシングル。

## 解説
- 作詞・作曲はシンガーソングライターの尾崎亜美が手掛けている。
- 週間オリコンチャートと「ザ・ベストテン」では、「抱きしめたい」以来、4作振りにTOP10にランクインした。なお、1983年に週間オリコンチャートと「ザ・ベストテン」にTOP10入りしたのはこの1曲のみである[1][2]。
- シングル売上では、デビュー・シングル「センチメンタル・ジャーニー」に次ぐ2番目のヒット作（18.7万枚）となった[1]。
- 松本自身も出演したTBS系テレビドラマ「私は負けない!ガンと闘う少女」の主題歌として使われた。

## 収録曲
- 両楽曲共に、作詞・作曲：尾崎亜美／編曲：鷺巣詩郎

1. 時に愛は [3:58]
2. 真珠のイヤリング [3:38]

## カバー
- 尾崎亜美 - アルバム『POINTS-2』に収録（1986年3月5日発売）。作詞・作曲を手掛けた尾崎亜美のセルフカバー。
- 黒乃胡夢（福圓美里） - シングル『ロザリオとバンパイア キャラクターソング2 黒乃胡夢』に収録（2008年2月14日発売）。
- 中島愛 - カバーアルバム『ラブリー・タイム・トラベル』に収録（2019年1月28日発売）[3]。